# Кумбха Мела

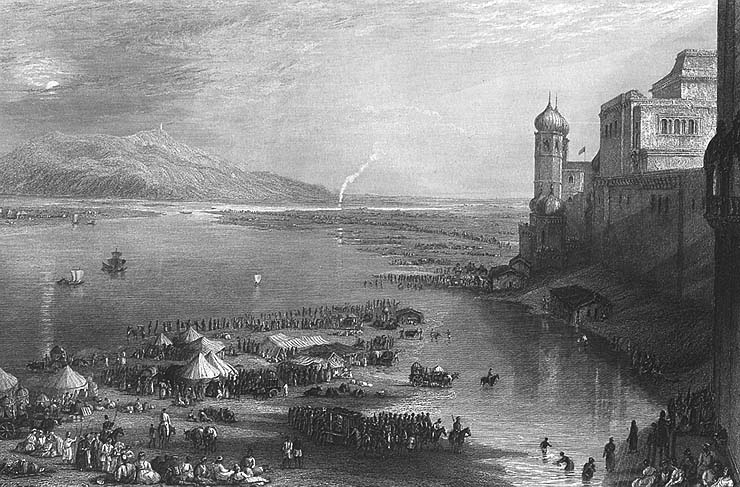
Кумбха Мела в Харидваре, 1850

Ку́мбха Ме́ла («праздник кувшина»; санскр. कुम्भ मेला, IAST: kumbha melā) — обряды массового паломничества индусов к святыням индуизма, проводящиеся с периодом в несколько лет. Целью паломников по очереди становятся города Праяградж, Харидвар, Уджайн и Нашик. Кульминация празднества приходится на массовое омовение в водах Ганга (в Харидваре), Сипры (в Уджайне), Годавари (в Нашике) либо Сангама (в Праяге), символизирующее очищение души и тела.
Корни Кумбха Мелы уходят в глубокую древность. В ведийской религии «праздник кувшина» ассоциируется с битвой богов и асуров за кувшин амриты, спахтанной из молочного океана. Считается, что капли амриты упали на землю в четырёх местах — в Праяге, Харидваре, Уджайне и Нашике. Первое описание праздника кувшинов оставил в VII веке китайский паломник Сюаньцзан, который отмечал, что празднование сопровождается раздачей милостыни нищим. Великий мудрец Шанкара призывал садху собираться на Кумбха Меле для обсуждения насущных богословских вопросов.
В Аллахабадской Кумбха Меле в январе 2007 года приняли участие 70 миллионов человек, что является рекордом многолюдности какого бы то ни было собрания в истории. Самый крупный религиозный праздник мира не обходится без эксцессов. Так, в давке во время Аллахабадской Кумбха Мелы 1954 года погибло 800 паломников. Нашикская Кумбха Мела 2003 года унесла жизни 39 человек.

## Виды Кумбха Мел
Ардх Кумбха Мела проводится каждые 6 лет в Харидваре и Праяградже, в то время как Purna (полное) Kumbh (собрание) всегда происходит в Праяградже каждые 12 лет. В течение 45 дней в январе 2007 года более 70 миллионов индуистских паломников приняли участие в Ардх Кумбха Меле в Праяградже, и 15 января, в самый знаменательный день в праздник Макар Санкрати (Шанкрати), участвовало более чем 5 млн.
Маха Кумбха Мела («Великая», «Главная» Кумбха Мела), которая наступает после двенадцати «Пурна Кумбха Мел», каждые 144 года, также проводится в Праяградже.  

## Этимология
«Кумбха» — санскритское слово, означающее «кувшин» (см.en:Kumbha), иногда используется как кайлаш. Также оно означает астрологический знак Водолей в ведийской астрологии, под знаком которого проводится фестиваль. Слово «мела» означает «собрание», «встреча» или просто «ярмарка».

## Последние Кумбха Мелы

### 1894
Парамаханса Йогананда в своей работе «Автобиография Йога» писал о том, что его гуру Шри Юктешвар (Yukteswar) был на Кумбха Меле в январе 1894 года в Праяградже, где встретился с Махаватар Бабаджи впервые.

### 2003
Когда Кумбха Мела состоялась в Нашике, Индия, с 27 июля по 7 сентября 2003 года, 39 паломников (28 женщин и 11 мужчин) были убиты и 57 получили травмы (следует помнить, что число приверженцев, участвовавших в фестивале, около 70 млн человек). Верующие собрались на берегах реки Годавари для святого омовения. Свыше 30 000 паломников сдерживались баррикадами на узкой улице, ведущей к Рамкунду, святому месту, чтобы садху первыми могли совершить омовение. Как сообщается, некоторые садху бросали серебряные монеты в толпу, что и привело к давке.

### 2007

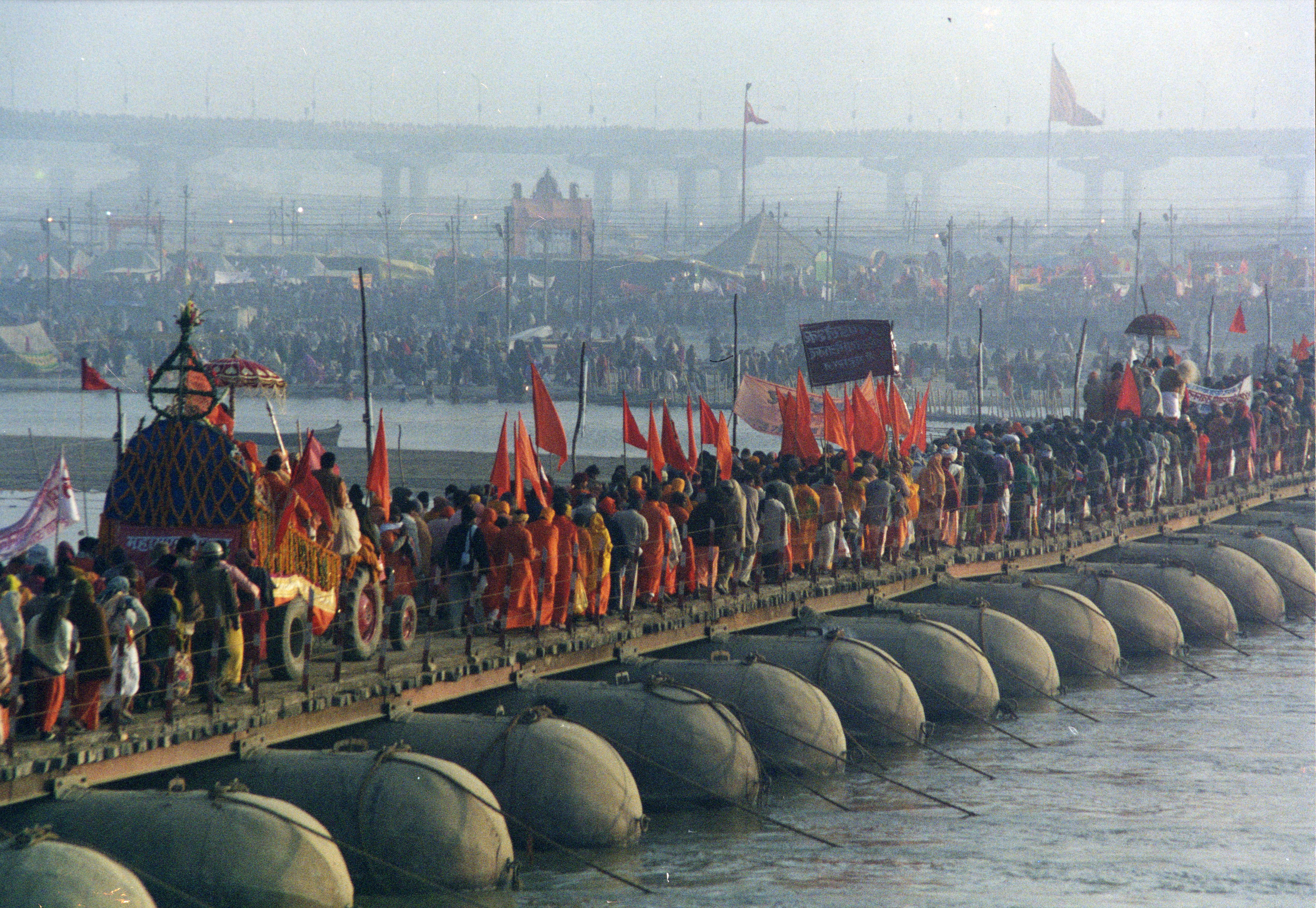
Шествие Акхаров по временному наплавному мосту через реку Ганга, Кумбха Мела, Аллахабад, 2001

Каждые шесть лет проводится Ардх Кумбха Мела в Праяге (также известном как Аллахабад). Фактические даты зависят от астрологии.
Важные даты для омовения:
- 3 января (Пауш Пурнима).
- 14 января (Макар Санкрати).
- 19 января (Мауни Амавасья).
- 23 января (Басант Панчами).
- 2 февраля (Магх Пурнима).

### 2010
Ардха Кумбха Мела в Харидваре (30 января — 28 апреля)
Важные даты Кумбха Мелы:
- 30 января — первый парад садху[4].
- 12 февраля (Махашиваратри) — первое королевское омовение.
- 15 марта (Сомвати амавасья) — второе королевское омовение.
- 14 апреля (Байсаки) — третье королевское омовение было отменено[5].

### 2013
- C 27 января по 25 февраля Пурна Кумбха Мела прошла в Праяградже (ранее был известен, как Аллахабад).

### 2025
С 13 января по 26 февраля прошла Маха Кумбха Мела, которую проводят раз в 144 года. Мероприятие посетило свыше 660 миллионов человек.